# Rayzam Shah Wan Sofian
Rayzam Shah Wan Sofian (* 11. Januar 1988 in Keningau) ist ein malaysischer Hürdenläufer, der sich auf die 110-Meter-Distanz spezialisiert hat.

## Sportliche Laufbahn
Erste internationale Erfahrungen sammelte Rayzam Shah Wan Sofian im Jahr 2006, als er bei den Juniorenasienmeisterschaften in Macau in 13,84 s die Silbermedaille gewann. Damit qualifizierte er sich auch für die Juniorenweltmeisterschaften in Peking und schied dort mit 13,95 s im Halbfinale aus. Im Jahr darauf scheiterte er bei den Asienmeisterschaften in Amman mit 10,74 s im 100-Meter-Lauf in der ersten Runde und auch im Hürdensprint schied er mit 14,53 s im Vorlauf aus. Anschließend siegte er bei den Südostasienspielen in Nakhon Ratchasima in 13,91 s. 2008 wurde er bei den Hallenasienmeisterschaften in Doha in 8,01 s ursprünglich Vierter im 60-Meter-Hürdenlauf, erhielt aber nach der Disqualifikation des Pakistani Muhammad Sajjad Ahmad wegen eines Dopingvergehens hinter dem Chinesen Ji Wei und Abdul Rashid aus Pakistan die Bronzemedaille zugesprochen. Damit qualifizierte er sich auch für die Hallenweltmeisterschaften in Valencia, bei denen er mit 8,26 s in der Vorrunde ausschied. 2009 startete er bei den Weltmeisterschaften in Berlin und schied dort mit 14,06 s im Vorlauf aus.
2011 belegte er bei den Asienmeisterschaften in Kōbe in 14,03 s den siebten Platz und gewann anschließend bei den Südostasienspielen in Palembang in 13,86 s die Silbermedaille hinter dem Thailänder Jamras Rittidet. Zwei Jahre später scheiterte er bei den Asienmeisterschaften in Pune mit 14,28 s in der Vorrunde, durfte anschließend dank einer Wildcard aber bei den Weltmeisterschaften in Moskau an den Start gehen, bei denen er mit 14,45 s ebenfalls in der ersten Runde ausschied. Daraufhin gewann er bei den Islamic Solidarity Games in Palembang in 13,97 s die Bronzemedaille hinter dem Iraker Ameer Shakir Aneed und Abdulaziz al-Mandeel aus Kuwait und erreichte mit der malaysischen 4-mal-100-Meter-Staffel in 40,43 s den vierten Platz. Anschließend gewann er bei den Südostasienspielen in Naypyidaw in 14,00 s die Silbermedaille hinter dem Thailänder Rittidet. Bei den Leichtathletik-Asienmeisterschaften 2015 in Wuhan schied er mit 14,11 s im Vorlauf aus und anschließend gewann er bei den Südostasienspielen in Singapur in 13,97 s ein weiteres Mal die Silbermedaille hinter Rittidet.
2016 schied er bei den Hallenasienmeisterschaften in Doha mit 8,04 s über 60 m Hürden in der ersten Runde aus. Im Jahr darauf scheiterte er bei den Asienmeisterschaften in Bhubaneswar mit 14,03 s in der Vorrunde, siegte anschließend aber bei den Südostasienspielen in Kuala Lumpur in 13,83 s. 2018 nahm er an den Commonwealth Games im australischen Gold Coast teil, schied dort aber mit 14,03 s in der ersten Runde aus. Anschließend startete er bei den Asienspielen in Jakarta, schied aber auch dort mit 14,15 s im Vorlauf aus. 2019 gewann er bei den Südostasienspielen in Capas in 13,97 s eine weitere Silbermedaille, diesmal hinter dem Philippiner Clinton Kingsley Bautista und 2022 gelangte er bei den Südostasienspielen in Hanoi mit 14,80 s auf Rang sieben.
In den Jahren 2013, 2018 und 2021 wurde Rayzam Shah Wan Sofian malaysischer Meister im 110-Meter-Hürdenlauf.

## Persönliche Bestleistungen
- 100 Meter: 10,68 s, 21. Juni 2013 in Kuala Lumpur
- 110 m Hürden: 13,67 s (+1,7 m/s), 27. Mai 2017 in Weinheim (malaysischer Rekord)